# Солдатське (Онуфріївська селищна громада)
Солда́тське — село в Україні, в Онуфріївській селищній громаді Олександрійського району Кіровоградської області. Населення становить 20 осіб.

## Населення
Згідно з переписом УРСР 1989 року чисельність наявного населення села становила 6 осіб, з яких 2 чоловіки та 4 жінки.
За переписом населення України 2001 року в селі мешкало 20 осіб.

### Мова
Розподіл населення за рідною мовою за даними перепису 2001 року:
| Мова       | Кількість | Відсоток |
| ---------- | --------- | -------- |
| українська | 19        | 95%      |
| російська  | 1         | 5%       |
| Усього     | 20        | 100%     |